# Олмо Пано (Салерно)
Олмо Пано је насеље у Италији у округу Салерно, региону Кампанија.
Према процени из 2011. у насељу је живело 38 становника. Насеље се налази на надморској висини од 2 м.